# Olla Chica
Olla Chica är en ort i Mexiko.   Den ligger i kommunen Zongolica och delstaten Veracruz, i den sydöstra delen av landet, 240 km öster om huvudstaden Mexico City. Olla Chica ligger 1 340 meter över havet och antalet invånare är 180.
Terrängen runt Olla Chica är varierad. Runt Olla Chica är det ganska tätbefolkat, med 155 invånare per kvadratkilometer. Närmaste större samhälle är Zongolica, 1,1 km nordost om Olla Chica. I omgivningarna runt Olla Chica växer i huvudsak städsegrön lövskog.